# Перно, Жером
Жером Перно (правильнее Перноо, фр. Jérôme Pernoo; род. 1972, Нант) — французский виолончелист. Племянник дирижёра Жака Перноо.
Учился у Ксавье Ганьепена, затем в Парижской консерватории у Филиппа Мюллера. В 1994 г. удостоен третьей премии на Конкурсе виолончелистов Мстислава Ростроповича, в том же году получил почётный диплом Международного конкурса имени Чайковского в Москве. Записал ряд альбомов, включающих шесть сюит для виолончели соло Иоганна Себастьяна Баха (1998), произведения Людвига ван Бетховена, Камиля Сен-Санса, Жака Оффенбаха, Фрэнка Бриджа, Сергея Рахманинова. Преподавал в лондонском Королевском колледже музыки, с 2007 г. профессор Парижской консерватории. В 2005 г. инициировал проведение фестивалей под названием «Каникулы мсье Гайдна» (фр. Les Vacances de Monsieur Haydn) в городке Ля Рош-Позэ.